# Au jardin des dieux
Au jardin des dieux est une mélodie de la compositrice Augusta Holmès écrite en 1893.

## Composition
Augusta Holmès compose cette mélodie en 1893 sur un poème écrit par elle-même. L'image de couverture est signée P. Borie. La tonalité originale pour mezzo-soprano est en do mineur, mais il existe aussi une tonalité pour voix de ténor ou soprano en fa mineur. Elle a été éditée aux éditions Grus.